# Дещо про Мері
«Дещо про Мері» або «Всі шаленіють від Мері» (англ. There's Something About Mary) — американська романтична кінокомедія 1998 року, за режисерства Пітера та Боббі Фарреллі.

## Сюжет
Тед Стромен розповідає про своє перше підліткове кохання: напередодні випускного балу він ближче знайомиться з Мері та її братом Вореном. Коли група підлітків вирішує пожартувати з Ворена, Тед намагається його захистити. Мері дякує йому за сміливість, вони проводять час разом і Мері пропонує Теду піти з нею на випускний бал.
Коли Тед приїжджає забрати Мері, стається неприємний інцидент: Тед, бажаючи подарувати Ворену бейсбольний м'яч, торкається його вуха. Виявляється, що у Ворена від народження проблеми з вухами, і під час дотику до них у нього стається приступ агресії: Ворен нападає на Теда, а на сукні Мері відривається бретелька. Поки мати допомагає пришити надірвану стрічку, Тед прохає вітчима Мері піти до вбиральні. Справляючи потреби до пісуара, він задивляється у вікно на голубів. Та як тільки голуби відлітають, виявляється, що Тед дивиться у сторону вікна, де Мері, лише у білизні, та її мати намагаються підшити сукню. Мати одразу підозрює Теда у мастурбації, той намагається швидко вичерпати інцидент і нашвидкуруч застібає блискавку штанів. Та, роблячи це невдало і прищемивши власні геніталії якимось чином, відчуває неймовірний біль і кричить.
Вітчим Мері першим заходить до вбиральні, потім мати — вони як і наступні очевидці — поліціянт та пожежник, дивуються, як можливо так застібнути блискавку. У результаті поліціянт вирішує діяти за аналогією до знімання пластиру, «швидко — безболісно», через що Тед зазнає великої втрати крові. Про бал вже не йдеться, школа скінчилася, і Мері переїхала до Маямі штату Флорида.
Минуло 13 років, Тед вже дорослий, але він досі не може забути Мері і постійно розповідає своєму психологу про тривоги та рефлексії з приводу цих спогадів. Тедів друг — Дом, який має дружину та дітей, в очах Теда є втіленням вдалого сім'янина — Тед мріє про таке ж життя, родину, згадуючи своє єдине кохання — Мері. Дом рекомендує звернутися до приватного детектива, та після намагання Теда відмовитись, друг вказує йому на конкретну особу — Пета Гілі, свого співробітника.
За першої ж зустрічі Пет підозрює Теда в пошуку собі жертви для протиправних дій. Запевняючи у відсутності подібних мотивів, Пет зустрічається зі своїм другом, маямським поліціантом Салі, який добуває потрібну інформацію. Виявляється, Мері проживає у Маямі, неодружена…

## У головних ролях
| Актор           | Роль                                       | План |
| --------------- | ------------------------------------------ | ---- |
| Кемерон Діас    | Мері Дженсен / Метьюс                      | 1    |
| Бен Стіллер     | Тед Стромен                                | 1    |
| Метт Діллон     | Пет Гілі                                   | 1    |
| Кріс Еліот      | Дом Воґановскі / Вуґі                      | 2    |
| Лі Еванс        | Такер / Норман Фіпс                        | 2    |
| Лін Шей         | Маґда, сусідка Мері                        | 2    |
| Маркі Пост      | Шейла Дженсен, мати Мері                   | 3    |
| Кіт Девід       | Чарлі Дженсен, вітчим Мері                 | 3    |
| У. Ерл Браун    | Ворен Дженсен, брат Мері                   | 2    |
| Брет Фавр       | футболіст, грає сам себе                   | 3    |
| Гарланд Вільямс | автостопник-убивця                         | 3    |
| Джонатан Річмен | музикант-гітарист, соліст                  | 2    |
| Річард Тайсон   | детектив поліції Кревот                    | 3    |
| Роб Моран       | детектив поліції Стеблер                   | 3    |
| Річард Дженкінс | психолог                                   | 3    |
| Віллі Гарсон    | Доктор Зіт Фейс / товариш у середній школі | 3    |